# Alrik Gustafson
Alrik Gustafson, född 1903 i Iowa, USA, död 1970, var en svensk-amerikansk litteraturhistoriker och översättare.
Han fick Ph.D.-grad vid University of Chicago 1935 och blev professor i skandinaviska språk och skandinavisk litteratur vid University of Minnesota, Minneapolis 1939.

## Priser
- 1961 – Schückska priset